# Sandong-myeon, Gurye-gun
Sandong-myeon (koreanska: 산동면) är en socken i kommunen Gurye-gun i provinsen Södra Jeolla i den södra delen av Sydkorea, 270 km söder om huvudstaden Seoul.